# Reinoud III van Brederode

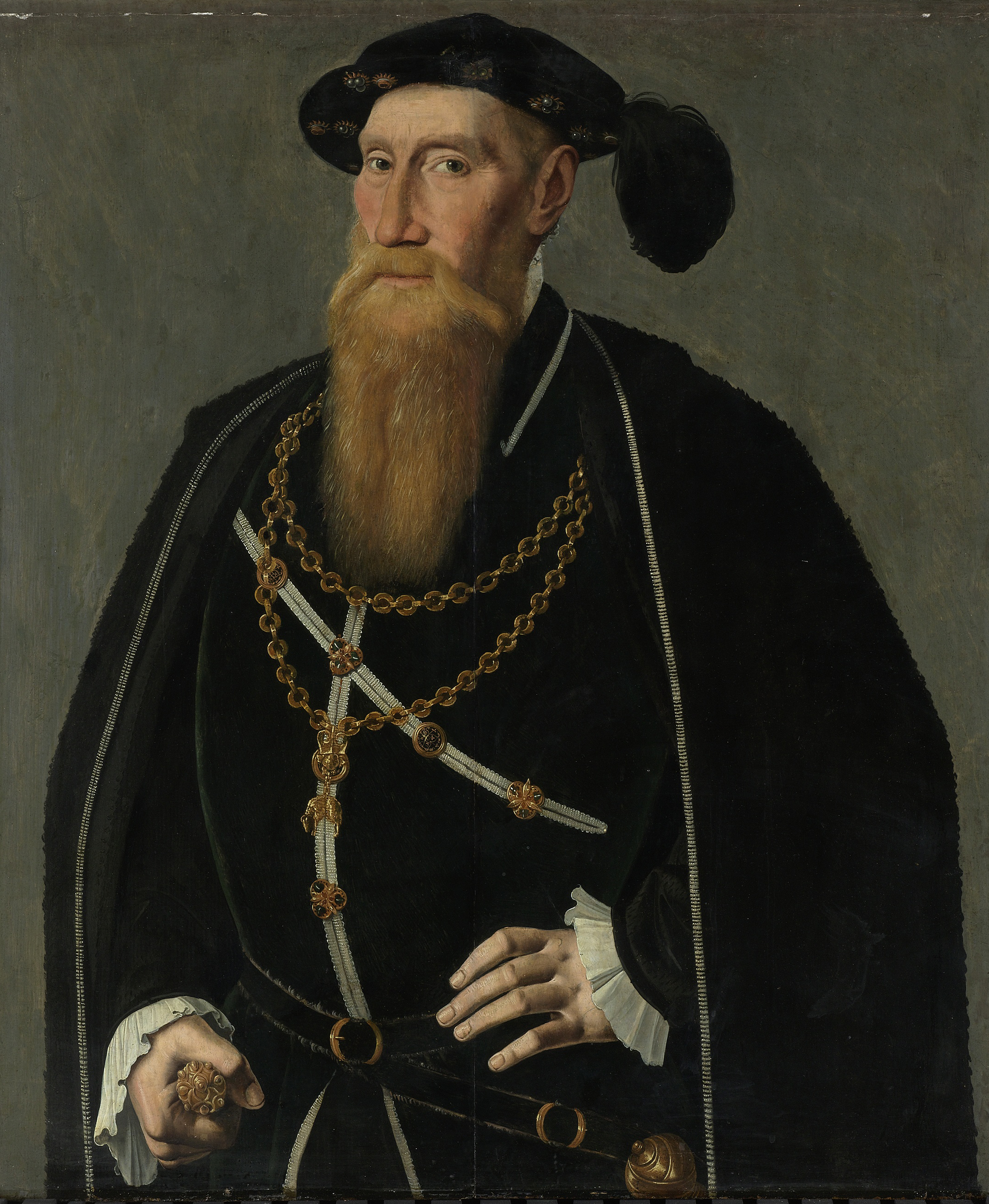
Reinoud III van Brederode met zijn Orde van het Gulden Vlies.

Reinoud III van Brederode (Santpoort, 4 september 1492 – Brussel, 25 september 1556), heer van Brederode en Vianen, burggraaf van Utrecht, houtvester en jagermeester van Holland en lid van de Raad van State. Daarnaast had hij een belangrijke functie als raads- en kamerheer van keizer Karel V. Hij was een zoon van Walraven II van Brederode en Margretha van Borselen.

## Leven
Van 1507 tot 1529 was hij ambachtsheer van de heerlijkheden Sloten, Sloterdijk, Osdorp en Amstelveen. Reinoud van Brederode verkocht de heerlijkheden in 1529 aan de stad Amsterdam, die al veel grond bezat in deze streken. Cornelis Lambertszoon Opsij verhaalt (rond 1556-1568) dat Brederode zijn heerlijkheden bij het dobbelspel aan een burgemeester van Amsterdam heeft verloren. Sommigen menen dat hierin een kern van waarheid zit, maar het verhaal wordt door anderen als ongeloofwaardig bestempeld.
In 1531 volgde hij zijn vader op als heer van Brederode, Vianen en Ameide, betrok Kasteel Batenstein, en werd hij opgenomen in de Orde van het Gulden Vlies. Hij bestuurde de heerlijkheden Vianen en Ameide alsof deze niet leenplichtig waren aan Holland. Zo regelde hij de rechtspraak en de muntslag, wat voor hem niet toegestaan was. Hierdoor raakte hij in conflict met de graaf van Holland, omdat gevreesd werd dat hij aanspraak wilde maken op het graafschap. Hiervoor werd hij ter dood veroordeeld, wat later ongedaan werd gemaakt door keizer Karel V.
In 1556 stierf Reinoud waarna hij werd bijgezet in de grafkelder van de familie in de Onze Lieve Vrouw ten Hemelopneming-kerk, de huidige hervormde kerk in Vianen. Zijn vrouw, Philippote van der Marck werd hier al in 1537 begraven.

## Huwelijk en kinderen
Reinoud huwde in 1521 met Philippote van der Marck, een dochter van Robert II van der Marck. Uit dit huwelijk werden tien kinderen geboren:
- Helena (1527/28 – Antwerpen 6 mei 1572); ∞ (Antwerpen 10 september 1549) Thomas Perrenot de Granvelle (Besançon 4 juni 1521 – Antwerpen 14 februari 1571), zoon van Nicolas Perrenot de Granvelle
- Hendrik (1531 – 1568), heer van Brederode, Vianen, Bergen en Ameide
- Antonia Penelope († na 30 mei 1591); ∞ I (8 september 1547) graaf Hendrik van Isenburg († Walem 13 februari 1554); ∞ II Cornelis van Gistel (Corneille de Ghistelles)
- Franciska, geestelijke
- Johanna († 1573), erfgename van Vianen en Ameide na de dood van haar broer in 1568; ∞ (21 juli 1551) Joost van Bronckhorst († na 1598)
- Lodewijk († Saint-Quentin 10 augustus 1557)
- Margaretha († Namen 31 mei 1554); ∞ (1 apri] 1542) graaf Peter Ernst van Mansfeld-Friedeburg (1517 – 1604)
- Filips († Milaan 1554)
- Reinoud (jong overleden)
- Robert († in Beieren 1566)

Daarnaast had Reinoud III een aantal illegitieme kinderen:
- bij Anna Simonsdochter, zuster van Cornelia (Neeltje) Simonsdochter, die getrouwd was met Dirck Volkertsz. Coornhert.
  - Anna; ∞ Gijsbert van Schoten
  - Artus († 8 oktober 1592); ∞ (Haarlem 1560) Anna van der Laan
  - Frans († voor 1589); ∞ Hendrika de Wilde (1521 – 9 juni 1613)
  - Lancelot († 1573)
  - Lucretia († na 4 augustus 1544); ∞ (1539) Jan van Haeften († na december 1584), heer van Gameren
  - Margaretha († 20 mei 1574); ∞ Roelof Grauwert († Vianen 7 juli 1572), heer van Weerdestein, drost van Ameide
- Catharina Goossens van Holten (Wezel 1523 – Vianen 16 januari 1584). Volgens sommige bronnen trouwden zij in het geheim in 1541.
  - Sandrina (Vianen 1539 – Wijk bij Duurstede 21 maart 1617]; ∞ I Albert van Presikhoven; ∞ II Maximiliaan Wtter Leminge; ∞ III Maximiliaan Tordesillas; ∞ IV Maximiliaan Lignaro
  - Filips (* Vianen 1541, jong overleden)
  - Sarah (Santpoort 1544 – 25 november 1631); ∞ I (Santpoort voor 1567) Albert van Egmond-Merenstein (1540 – 5 april 1595); ∞ II Amelis Utenengh († 19 april 1611)
  - Anna (circa 1545); ∞  (Slot Batenstein, Vianen circa 1563) met Herman Johannz van Bronkhorst-Batenburg (circa 1540)
  - Reinoud (Vianen 1548 – Lexmond 13 september 1633), heer van Bolswaert, stamvader van de bastaardtak Van Brederode van Bolswaert;[4] ∞ (Vuren 4 augustus 1585) Josina van Arkel van Asperen (1560 – 12 december 1601)

## Voorouders
| Voorouders van Reinoud III van Brederode (1492–1556) | Voorouders van Reinoud III van Brederode (1492–1556)                        | Voorouders van Reinoud III van Brederode (1492–1556)                        | Voorouders van Reinoud III van Brederode (1492–1556)                        | Voorouders van Reinoud III van Brederode (1492–1556)                        | Voorouders van Reinoud III van Brederode (1492–1556)                               | Voorouders van Reinoud III van Brederode (1492–1556)                               | Voorouders van Reinoud III van Brederode (1492–1556)                               | Voorouders van Reinoud III van Brederode (1492–1556)                               |
| ---------------------------------------------------- | --------------------------------------------------------------------------- | --------------------------------------------------------------------------- | --------------------------------------------------------------------------- | --------------------------------------------------------------------------- | ---------------------------------------------------------------------------------- | ---------------------------------------------------------------------------------- | ---------------------------------------------------------------------------------- | ---------------------------------------------------------------------------------- |
| Overgrootouders                                      | Walraven I van Brederode (1370–1414) ∞ Johanna van Vianen (1390–1418)       | Walraven I van Brederode (1370–1414) ∞ Johanna van Vianen (1390–1418)       | Willem van Lalaing (1395-1475) ∞ Johanna van Créquy (–)                     | Willem van Lalaing (1395-1475) ∞ Johanna van Créquy (–)                     | Hendrik II van Borselen (1404–1474) ∞ Johanna van Halewijn (–)                     | Hendrik II van Borselen (1404–1474) ∞ Johanna van Halewijn (–)                     | Lodewijk I van Montpensier (1406–1486) ∞ Johanna I van Auvergne) (1414–1436)       | Lodewijk I van Montpensier (1406–1486) ∞ Johanna I van Auvergne) (1414–1436)       |
| Grootouders                                          | Reinoud II van Brederode (1415–1473) ∞ Yolanda van Lalaing (1422–1497)      | Reinoud II van Brederode (1415–1473) ∞ Yolanda van Lalaing (1422–1497)      | Reinoud II van Brederode (1415–1473) ∞ Yolanda van Lalaing (1422–1497)      | Reinoud II van Brederode (1415–1473) ∞ Yolanda van Lalaing (1422–1497)      | Wolfert VI van Borselen (1430–1487) ∞ Charlotte de Bourbon-Montpensier (1414–1436) | Wolfert VI van Borselen (1430–1487) ∞ Charlotte de Bourbon-Montpensier (1414–1436) | Wolfert VI van Borselen (1430–1487) ∞ Charlotte de Bourbon-Montpensier (1414–1436) | Wolfert VI van Borselen (1430–1487) ∞ Charlotte de Bourbon-Montpensier (1414–1436) |
| Ouders                                               | Walraven II van Brederode (1462–1531) ∞ Margaretha van Borselen (1472–1507) | Walraven II van Brederode (1462–1531) ∞ Margaretha van Borselen (1472–1507) | Walraven II van Brederode (1462–1531) ∞ Margaretha van Borselen (1472–1507) | Walraven II van Brederode (1462–1531) ∞ Margaretha van Borselen (1472–1507) | Walraven II van Brederode (1462–1531) ∞ Margaretha van Borselen (1472–1507)        | Walraven II van Brederode (1462–1531) ∞ Margaretha van Borselen (1472–1507)        | Walraven II van Brederode (1462–1531) ∞ Margaretha van Borselen (1472–1507)        | Walraven II van Brederode (1462–1531) ∞ Margaretha van Borselen (1472–1507)        |